# Nash Standard Eight
La Standard Eight è un'autovettura prodotta dalla Nash Motors dal 1932 al 1933.

## Storia
Il telaio aveva un passo di 3.073 mm. Il modello aveva installato un motore a otto cilindri in linea e valvole laterali da 4.054 cm³ di cilindrata avente un alesaggio di 76,2 mm e una corsa di 111,1 mm, che erogava 85 CV di potenza. La frizione era monodisco a secco, mentre il cambio era a tre rapporti. La trazione era posteriore. I freni erano meccanici sulle quattro ruote. La meccanica derivava da quella del modello antenato.
Nel 1933, con l'obiettivo di differenziare la Standard Eight dalla Advanced Eight e dalla Special Eight, che erano di categoria superiore, la linea fu aggiornata. Nell'occasione, il passo fu ridotto a 2.946 mm.
La Standard Eight uscì di produzione nel 1934 senza essere sostituita da nessun altro modello.  